# August Medin
August Medin eller August Gabrielsson-Medin, även kallad Necken, född 9 januari 1834 i Svenljunga socken, Västergötland, död 29 mars 1897, var en bygdespelman, kompositör och upptecknare och till yrket skomakare.
August Gabrielsson Medin föddes på backstugan Stenstorpet (omkring 2,5 kilometer från Svenljunga på vägen mot Strömsfors och Tranemo) under mycket fattiga förhållanden, som oäkta son till Anna Stina Andersdotter, fadern var okänd. August fick en syster som hette Maria Lisa, född 1831, död 1908 och en bror, Lars Johan, född 1843, död 1857. 
År 1860 gifte sig Medin med Augusta Larsdotter från Holsljunga. August och Augusta fick två döttrar och fyra söner och de bodde alla på Stenstorpet där Medin var född. Han försörjde sig på olika yrken, bland annat som träskomakare, tapetserare och målare, men blev vida känd för sitt skickliga fiolspel och inte minst sin humor. 1897 avled Medin i lunginflammation i en ålder av 63 år och begravdes på Svenljunga kyrkogård, där gravstenen fortfarande står.
Sitt smeknamn sägs han ha fått då han nickade (dialektalt: necka) för att markera takten i låtar som han spelade på sin fiol, men det är ännu mer troligt att man velat förknippa honom med Näcken.
Låtar för fiol
- Iduna-vals, ur: Neckens dansmusik (utg omkr 1901)
- Liten och nätt (mazurka)
- Neckens favoritschottis